# Myiotriccus ornatus
Myiotriccus ornatus là một loài chim trong họ Tyrannidae.